# Psychotria streimannii
Psychotria streimannii är en måreväxtart som beskrevs av Seymour Hans Sohmer. Psychotria streimannii ingår i släktet Psychotria och familjen måreväxter. Inga underarter finns listade i Catalogue of Life.